# Melolontha sardiniensis
Melolontha sardiniensis (Drumont, Muret, Hayer & Penner, 1999) è un coleottero appartenente alla famiglia degli scarabaeidae (sottofamiglia Melolonthinae).

## Descrizione

### Adulto
Gli adulti presentano un corpo tozzo e robusto, con antenne che presentano ciuffi molto accentuati nei maschi. La femmina non è ancora stata osservata. Le sue dimensioni stazionano tra i 23 e i 27 mm.

## Biologia
Questo coleottero passa il giorno interrato, per poi uscire a notte inoltrata. In un primo momento, i maschi stanno fermi con le antenne rivolte verso l'altro e i ciuffi ben spalancati per poi partire e volare alla ricerca della femmina. Dopo qualche ora, essi si posano sui rami di alberi (osservati su Quercus ilex) delle cui foglie si nutrono, prima di entrare in una fase di torpore ed interrarsi con l'intensificarsi della luce solare.
M. sardiniensis è reperibile a metà primavera a partire da aprile e gli adulti hanno una fenologia di circa 2-3 settimane.

## Distribuzione
M. sardiniensis è un endemismo della Sardegna. Attualmente è stato rinvenuto solo in prossimità di una località nella provincia di Nuoro.